# SuperGrafX
La PC Engine SuperGrafx est une console de jeux vidéo fabriquée par NEC Corporation et lancée en décembre 1989 au Japon.
Il s'agit d'une version améliorée de la PC-Engine CoreGrafx. Comparée à cette dernière, elle a quatre fois plus de mémoire pour le processeur, une deuxième puce vidéo avec sa propre mémoire, et un contrôleur de priorité qui permettait de combiner la sortie des deux puces vidéo de différentes manières.

## Historique
Bien que la console n'ait jamais été officiellement disponible en Europe, des importateurs la proposent en France dès mai 1990 au prix de 2 490 FRF sans jeu. En novembre, elle passe à 1 990 FRF avec un jeu, puis en juin 1991 à 1 490 FRF avec un jeu[réf. nécessaire].
Le SuperGrafx fut en grande partie un échec à cause d'un manque de logiciels utilisant ses capacités : seulement 5 titres furent produits. Elle était toutefois compatible avec les nombreux jeux CoreGrafx. Aucun jeu sur CD ne tira profit de la plate-forme.
En outre, son simple processeur 8 bits avait une charge de travail plutôt lourde pour contrôler le matériel vidéo supplémentaire.

## Description
Chaque processeur graphique peut afficher un fond défilant carrelé de 8×8 pixels, et gère 64 sprites de tailles allant de 16×16 à 32×64 pixels, avec 16 sprites (16×16) affichés par ligne.
Le processeur graphique divise l'affichage en fenêtres horizontales qui peuvent être filtrées à l'aide de l'un ou l'autre, voire les deux processeurs d'affichage, et commande également la priorité entre les deux fonds et les deux couches de sprites dans la fenêtre. Peu de jeux, excepté Ghouls 'n Ghosts, se sont servis de cette technique unique.
Les sorties du contrôleur de priorité vidéo traitent les signaux vidéo de l'encodeur vidéo couleur, ce qui signifie que les deux processeurs graphiques doivent fonctionner à la même fréquence d'horloge (pas de résolutions mélangées) et utilisent la même palette de 512 couleurs à travers chacune des quatre couches d'affichage.
La mémoire supplémentaire est disponible même lorsque la SuperGrafx est commutée en mode de compatibilité CoreGrafx, un caprice qui ne semble poser aucun problème avec les logiciels dédiés à cette dernière.
L'ajout du lecteur de disque CD-ROM ajoute le son CD-DA, et une voie ADPCM aux possibilités sonores de la SuperGrafx.

## Spécifications techniques

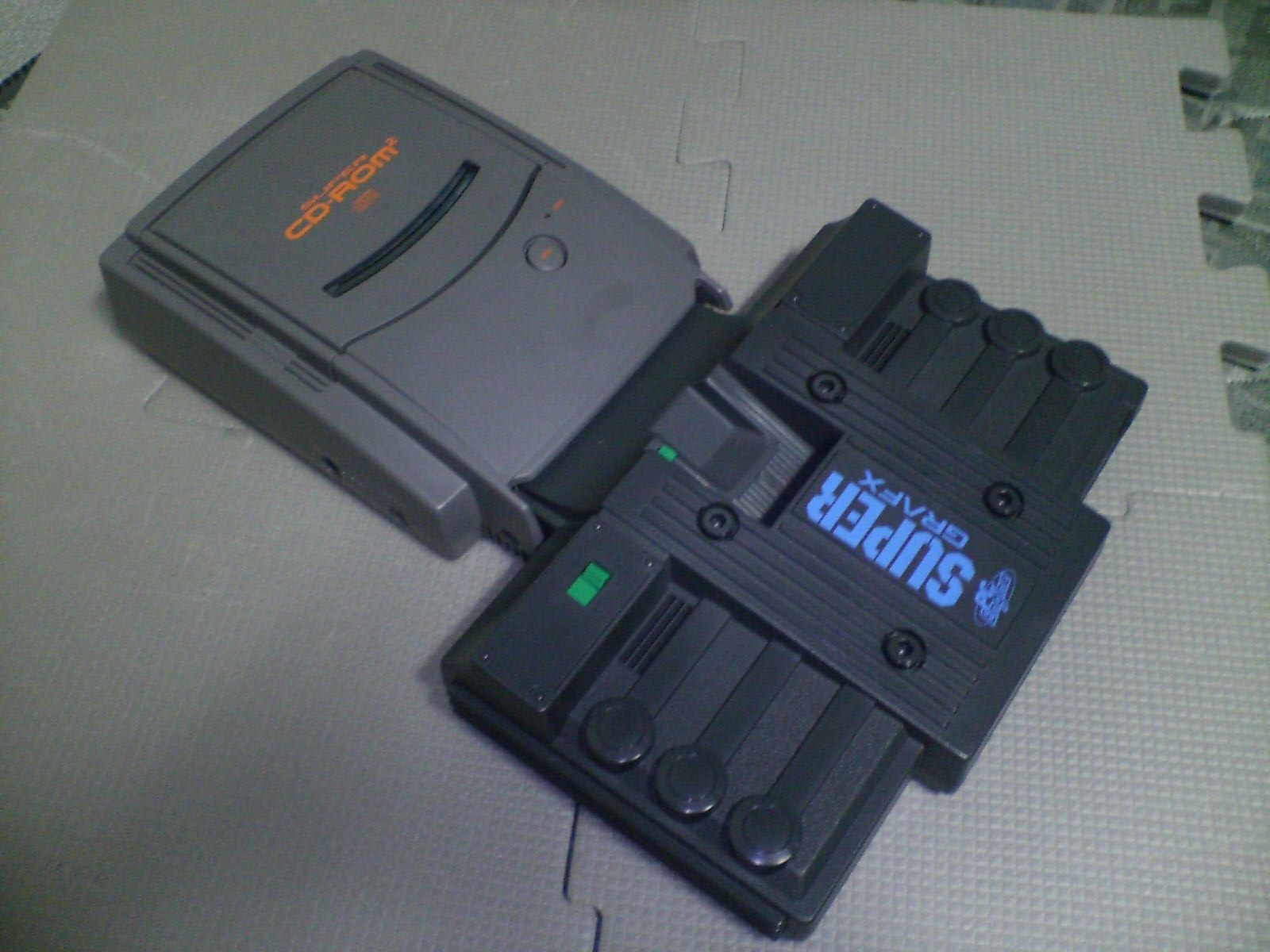
SuperGrafx connectée au lecteur Super CD-ROM²

Circuits intégrés basés sur le chipset C62 de Hudson Soft.
- HuC6280 (65C02 processeur 8 bits amélioré, cadencé à 1,79 ou 7,16 MHz, permutable logiciellement)
  - 32 ko de mémoire pour le HuC6280
- 2 × HuC6270 (VDC:Video Display Controller)
  - 64 ko de mémoire vidéo pour chaque HuC6270 (total 128 ko)
  - 64 sprites / VDC (total 128 sprites)
  - 16 sprites (16 pixels de large) / ligne par VDC, 32 au total.
- HuC6260 (VCE : Video Color Encoder)
- HuC6202 (VPC : contrôleur de priorité vidéo entre les 2 VDC)
- HuC6280 (processeur audio)
  - 6 voies stéréo PSG (wave table), chacune pouvant optionnellement être utilisée en tant que DAC contrôlé par le processeur central. Deux canaux peuvent produire du bruit, et un autre peut moduler une fréquence des autres. Réglage du pan et volume matériel sur chaque voie, même en mode DAC .
  - La cartouche et le BUS d'extension ont une entrée monaurale pour se mélanger à une source audio extérieure.
- Connecteur de cartouche HuCard.
- Connecteur d'extension EXT-BUS (pour disque CD-ROM, Tennokoe 2, RAU-30, etc.)
- Connecteur mini-DIN de manette de jeu.
- Port d'E/S amélioré avec 8 sorties et 4 entrées.
- Connecteur 5 PIN DIN Audio/Vidéo avec vidéo composite et sortie stéréo seulement.
- L'interrupteur de mode de compatibilité (CoreGrafx ou SuperGrafx) à l'arrière de l'unité

Le port d'E/S amélioré a été conçu pour un périphérique à entrées multiples qui a été montré dans plusieurs magazines de jeu mais qui ne devint jamais disponible commercialement.
Périphériques
- L'adaptateur RAU-30 relie la SuperGrafx à l'interface CD-ROM IFU-30 en raison de la forme non adaptée de la console.

## Jeux
Cinq jeux ont été développés spécifiquement pour la console et un autre fut annulé (Strider, finalement sorti sur Arcade CD-ROM²) :
- 1941: Counter Attack Édité par Hudson Soft en 1991, portage du shoot'em up vertical arcade de Capcom sorti en 1990. Ce jeu montre la puissance de la console en offrant une conversion quasi identique.
- Aldynes Shoot'em up horizontal édité par Hudson Soft en 1991. Shoot spatial consistant à éradiquer les aliens. Il offrait une action soutenue et diversifiée et des boss de tailles imposantes.
- Battle Ace Édité par Hudson Soft en 1989, il s'agit d'un shoot'em up en simili 3D façon After Burner, Galaxy Force II ou Space Harrier.
- Ghouls 'n Ghosts Édité par NEC Avenue en 1990, c'est un portage du titre arcade de Capcom. Il s’avéra supérieur à la version Mega Drive, une console 16 bits pourtant, mais inférieur au niveau sonore.
- Madōō Granzort Édité par Hudson Soft/Sunrise-R-Nas-NTV, c'est un jeu de plateforme / shoot'em up où l'on contrôle au choix 3 robots en fonction de sa stratégie ou de l'environnement, car ayant tous des spécificités propres.

On peut citer aussi Darius et Darius Plus, shoot'em up de Taito, qui avaient la particularité de fonctionner aussi bien sur CoreGrafx que SuperGrafx, et profiter alors de cette dernière pour améliorer la jouabilité et l'animation grâce au regain de puissance.